# Progreso Lakes (Teksas)
Progreso Lakes je grad u američkoj saveznoj državi Teksas. Prema popisu stanovništva iz 2010. u njemu je živjelo 240 stanovnika.